# Tupolev Tu-160
Il Tupolev Tu-160 (in cirillico: Туполев Ту-160, nome in codice NATO: Blackjack), è un bombardiere strategico supersonico, di fabbricazione sovietica prima e russa poi, sviluppato negli anni '80 dall'OKB Tupolev ed entrato in servizio de facto presso l'aeronautica militare sovietica nel 1987.
Progettato per sferrare un attacco nucleare, sua missione primaria, nonché missioni di bombardamento convenzionale o di attacco a lungo raggio, è, dal momento della sua introduzione ad oggi (2022), il velivolo da combattimento più pesante mai costruito.
A seguito della dissoluzione dell'URSS, la produzione è proseguita a fasi intermittenti sino a fermarsi del tutto nel 1994 mentre la flotta di Tu-160 in servizio venne suddivisa fra Federazione Russa ed Ucraina, con gli esemplari assegnati a quest'ultima destinati alla demolizione sovvenzionata da parte del governo statunitense.
Soprannominato White Swan per il suo aspetto, nel dicembre 2018 sono ripresi i lavori per il ripristino della linea di produzione del velivolo.
Costantemente aggiornato nel corso della sua vita operativa, tra le versioni più recenti spiccano quella dotata di missili da crociera a lungo raggio Kh-101/102, denominata Tu-160M, e le più recenti Tu-160M1/M1+ e Tu-160M2 che costituiscono, rispettivamente, profondi aggiornamenti di esemplari esistenti e di cellule di nuova produzione.
Attivo nei ranghi delle forze aerospaziali russe, ha ricevuto il battesimo del fuoco nel corso dell'intervento russo nella guerra civile siriana.
Il 12 gennaio 2022, dall'aeroporto di Kazan', il primo esemplare di Tu-160M2 ha effettuato il suo primo volo entrando in servizio nel febbraio 2024 assieme ad un ulteriore esemplare di nuova produzione.

## Storia

### Sviluppo
Nel 1967 il consiglio dei ministri dell'URSS decise di dare inizio ai lavori per un nuovo bombardiere strategico intercontinentale capace di volare a Mach 3 in risposta al programma statunitense dell'XB-70 Valkyrie. Del lavoro sul nuovo bombardiere furono incaricati gli OKB Sukhoi e Myasishchev (ОКБ Сухого, ОКБ Мясищева). Le spese troppo ingenti convinsero i sovietici ad abbassare i requisiti del velivolo e gli statunitensi a rinunciare al progetto XB-70.
Prima dell'inizio degli anni settanta, gli OKB avevano preparato i propri progetti di aereo quadrimotore con ali a geometria variabile.
L'OKB Sukhoi lavorò al progetto T-4MS (prodotto 200) che conservava un'evidente continuità col precedente elaborato T-4 (prodotto 100). Furono realizzate molte varianti dei prototipi, ma alla fine i progettisti si orientarono sul disegno del tipo "ala volante" con ali a geometria variabile relativamente piccole.
L'OKB Myasishchev, dopo numerose ricerche giunse anch'esso alla versione con ali a freccia variabile. Nel progetto M-18 era usata una impostazione aerodinamica tradizionale ma si lavorò anche ad un progetto (M-20) provvisto di alette canard (schema utka).
Si ritiene che la spinta decisiva per lo sviluppo del nuovo mezzo fu causata dalla decisione USA di dare vita nell'ambito del progetto AMSA (Advanced Manned Strategic Aircraft) ad un nuovissimo bombardiere strategico: il futuro B-1B che ebbe il battesimo di volo il 23 dicembre 1974.
Nel 1973 fu incaricato l'OKB Tupolev, sulla base delle precedenti ricerche Suchoj e Mjasiščev, di dare soluzione ai problemi del volo supersonico, vista la grande esperienza acquisita nel processo di sviluppo e nella realizzazione del primo aereo supersonico passeggeri: il Tupolev Tu-144.
Nel 1977 il disegno aerodinamico era stato completato. Il prototipo fu fotografato da un aereo passeggeri all'aeroporto Žukovskij (Жуковский) nel novembre 1981, il primo volo è di circa un mese dopo.
Nel 1984 inizia la produzione in serie del "prodotto K" già denominato Tu-160. In un incidente senza conseguenze per l'equipaggio, va perso il secondo esemplare prodotto nel corso di un volo di prova nel 1987. La produzione cessa nel 1994 per mancanza di fondi: dei 100 esemplari previsti ne sono stati costruiti solo 35 inclusi 8 prototipi; pochi altri rimangono incompleti. La cessazione delle attività ha comportato anche la conseguente perdita di know-how dell'industria della difesa locale nella lavorazione e saldatura del titanio, di cui l'aereo fa largo uso.
Il Tu-160 fu presentato in pubblico durante una parata nel 1989. Tra il 1989 ed il 1990 stabilì 44 record mondiali di velocità per la sua classe di peso.
Nel 2007 la KAPO, Kazan' Aircraft Production Association, ha iniziato lavori di aggiornamento e modernizzazione agli aerei Tupolev Tu-160 in servizio. In particolare, gli stessi potranno essere equipaggiati con i missili di crociera convenzionali/nucleari Kh-101 e Kh-555 e relativi sistemi di controllo tiro, nuova avionica completamente digitale, resistente alle emissioni elettromagnetiche e nucleari, supporto completo del volo mediante il sistema di posizionamento GLONASS, versione aggiornata e migliorata nell'affidabilità dei motori, capacità di utilizzo missili antisatellite, capacità di trasporto bombe a guida laser, rivestimento migliorato, in grado di assorbire le emissioni radar. Con questi aggiornamenti la durata d'esercizio dei Tu-160 sarà estesa almeno fino al 2020-2025.
Nel 2018, in attuazione di un decreto presidenziale del maggio 2015, sono stati avviati i lavori di ripristino della linea di produzione dei Tu-160 i cui esemplari di nuova costruzione saranno identificati con la sigla Tu-160M2. Tale versione, si caratterizza per un profondo aggiornamento dell'avionica, propulsori ed armamento. I sistemi ed i componenti sostituiti o aggiornati ammontano all'80% del totale.
Nel gennaio 2022, a 30 anni di distanza dall'ultimo, un Tu-160 di nuova costruzione effettua il primo volo spingendosi fino ad un'altitudine di 600 metri.

## Caratteristiche

### Design
Nonostante il Tu-160 non sia stato progettato specificatamente per presentare una bassa tracciabilità radar, design e metalli impiegati nella costruzione consentono di ridurla rispetto a quella di un velivolo dalle dimensioni simili. Secondo fonti russe, nonostante le maggiori dimensioni, la sezione radar è inferiore a quella del similare B1-B statunitense, ma non è disponibile una verifica indipendente del dato.
Dotato di una forma a spillo, tipica degli aerei supersonici, è equipaggiato di ali a geometria variabile (angolo variabile tra i 20° ed i 65°) che si congiungono alla fusoliera tramite ampie radici alari affogate nella fusoliera.
La cabina di coda, tipica dei bombardieri della Seconda guerra mondiale, è per la prima volta assente in un bombardiere sovietico.

### Propulsione
Il velivolo è propulso da quattro turbofan Samara NK-321, posizionati a coppie in gondole sotto le ali e che tutt'oggi si fregiano del titolo di propulsori più potenti mai utilizzati per un aereo da combattimento. Presentano una caratteristica presa d'aria dalla forma appuntita e spingono il velivolo ad una velocità di oltre Mach 2.
Il Samara NK-321 è un trialbero. Dispone di una ventola tristadio azionata da una turbina bistadio, quindi un compressore intermedio a cinque stadi e uno ad alta pressione a sette stadi, entrambi azionati da una turbina monostadio. Il rapporto di compressione è 28,4:1, il rapporto bypass 1,4:1. Sembra che il motore non lasci alcuna scia, a qualsiasi regime e quota.
La capacità dei serbatoi, di 130 t, per un tempo di volo di circa 15 ore.
Il sistema di rifornimento in volo, costituito da una sonda retrattile, consente di estendere ulteriormente il raggio d'azione.

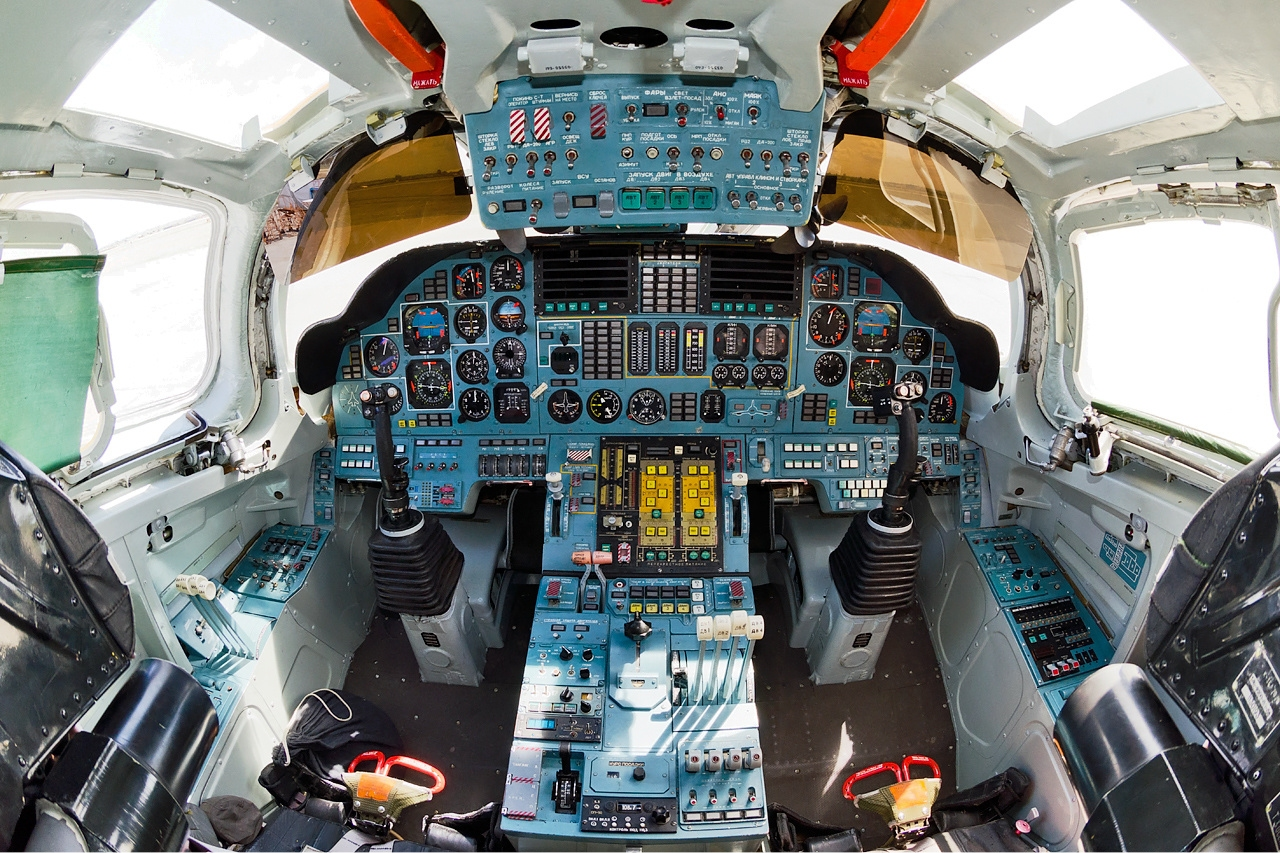
La plancia di un Tupolev Tu-160

### Radar
Il radar d'attacco, Obzor-K ("Clam Pipe" per la NATO), nel muso leggermente all'insù si integra con il radar Sopka per la scansione del suolo, che provvede al volo a bassa quota in adesione ai rilievi del terreno. Nella parte inferiore del muso è alloggiato un sistema elettro-ottico di designazione dei bersagli. Contromisure elettroniche attive e passive.
Nella versione ammodernata M2, il velivolo è equipaggiato di un radar di coda in grado di tracciare ed agganciare missili in avvicinamento.

### Armamento
Nelle due stive interne, posizionate sotto la fusoliera, il Tu-160 è in grado di trasportare fino a 40 t di carico bellico, tra cui numerosi tipi di missili guidati, bombe guidate o a caduta libera. All'interno delle baie sono presenti 2 lanciamissili rotanti da 6 missili ciascuno.
In aggiunta al radar di coda di nuova realizzazione, dalla versione M2 sono impiegati missili aria-aria per l'autodifesa in grado di invertire la rotta di 180° rispetto alla direzione di volo del velivolo.

### Equipaggio
L'equipaggio è composto da 4 membri i cui ruoli sono: pilota, copilota, operatore dei sistemi d'arma e operatore dei sistemi di difesa. I seggiolini eiettabili sono gli K-36DM. I comandi sono principalmente analogici secondo lo schema standard sovietico, barra di controllo in tutto simile a quelle degli aerei da caccia. Nelle versioni precedenti alle M1 ed M2 introdotte a partire dal 2018, sono assenti HUD o display multi-funzione.

## Impiego operativo
L'entrata in servizio è nell'aprile del 1987.
Fino al 1991, 19 esemplari erano di stanza presso il 184º reggimento a Priluki in Ucraina sostituendo i Tu-16 e Tu-22M3. Dopo lo scioglimento dell'URSS rimasero proprietà ucraina sino al 1999 quando 8 di essi passarono alla Russia in cambio di una riduzione del debito sull'energia. L'Ucraina, rinunciando agli armamenti nucleari, ha smantellato i rimanenti Tu-160 tranne uno ora in esposizione museale.
La Russia ha costituito a Engels il secondo reggimento di Tu-160 (121º) nel 1992. Con soli sei esemplari, ha ricevuto entro il 2000 gli otto velivoli dall'Ucraina e uno appena completato. Sei versioni sperimentali sono presso l'aeroporto Žukovskij.
Impiegati a supporto delle forze di terra russa e filogovernative siriane nel corso della guerra civile siriana, i Tu-160 hanno effettuato più voli transoceanici con destinazione Venezuela, l'ultimo dei quali è avvenuto nel 2018.
Il primo giugno 2025, a seguito dell'operazione Tela di ragno, perpetrata dalle forze d'intelligence ucraine, un numero imprecisato (40 secondo i media Ucraini, 12 secondo quelli Russi) di bombardieri strategici Tu-160, Tu-95 e Tu-22M  vengono distrutti o danneggiati da droni in un attacco contro quattro basi aeree russe.

## Unità
| #  | Serie | Nome                | Identificativo | Versione  | Stato      | Note                                               |
| -- | ----- | ------------------- | -------------- | --------- | ---------- | -------------------------------------------------- |
| 1  | 70-01 | -                   | 18             | Tu-160    | Radiato    | Prototipo, demolito nel 2014                       |
| 2  | 70-02 | -                   | -              | Tu-160    | Radiato    | Prototipo, demolito                                |
| 3  | 70-03 | -                   | 29             | Tu-160    | In Riserva | Prototipo                                          |
| 4  | 1-01  | -                   | 30             | Tu-160    | Radiato    | Demolito nel 2018                                  |
| 5  | 1-02  | -                   | 56             | Tu-160    | Radiato    | Distrutto in un incidente                          |
| 6  | 2-01  | Generale Ermolov    | -              | Tu-160    | In Riserva |                                                    |
| 7  | 2-02  | Valentin Bliznyuk   | 19             | Tu-160M1  | Attivo     | Aggiornato allo standard M1 nel 2006               |
| 8  | 2-03  | -                   | 30             | Tu-160    | Radiato    | Demolito a Priluki (Ucraina)                       |
| 9  | 3-01  | -                   | 31             | Tu-160    | Radiato    | Demolito a Priluki (Ucraina)                       |
| 10 | 3-02  | -                   | 32             | Tu-160    | Radiato    | Demolito a Priluki (Ucraina)                       |
| 11 | 3-03  | -                   | -              | Tu-160    | Radiato    | Prototipo, demolito a Priluki (Ucraina)            |
| 12 | 3-04  | -                   | 33             | Tu-160    | Radiato    | Demolito a Priluki (Ucraina) nel 1990              |
| 13 | 3-05  | -                   | 25             | Tu-160    | Radiato    | Demolito a Priluki (Ucraina)                       |
| 14 | 4-01  | Boris Veremey       | 342 blu        | Tu-160M   | In Riserva | Esemplare ex-ucraino                               |
| 15 | 4-02  | -                   | -              | Tu-160    | Radiato    | In esposizione nel museo di Poltava                |
| 16 | 4-05  | -                   | -              | Tu-160    | Radiato    | Demolito a Priluki (Ucraina)                       |
| 17 | 4-04  | -                   | -              | Tu-160    | Radiato    | Demolito a Priluki (Ucraina)                       |
| 18 | 4-05  | Igor Sikorsky       | 14             | Tu-160M   | In Riserva | Esemplare ex-ucraino                               |
| 19 | 5-01  | -                   | 23             | Tu-160    | Radiato    | Demolito a Priluki (Ucraina)                       |
| 20 | 5-02  | -                   | 24             | Tu-160    | Radiato    | Demolito a Priluki (Ucraina) nel 1998              |
| 21 | 5-03  | Aleksej Plochov     | 16             | Tu-160M1  | Attivo     | Aggiornato nel 2009                                |
| 22 | 5-04  | Valerij Čkalov      | 17             | Tu-160M   | Attivo     | Esemplare ex-ucraino                               |
| 23 | 5-05  | Vladimir Sudec      | 15             | Tu-160M   | Attivo     | Revisionato dalla KAPO nel 2013                    |
| 24 | 6-01  | Nikolaj Kuznecov    | 10             | Tu-160M   | Attivo     | Esemplare ex-ucraino                               |
| 25 | 6-02  | Vasilij Senko       | 11             | Tu-160M1  | Attivo     | Aggiornato nel 2016                                |
| 26 | 6-03  | Aleksandr Novikov   | 12             | Tu-160M   | Attivo     | Revisionato dalla KAPO nel 2012                    |
| 27 | 6-04  | -                   | 14             | Tu-160    | Radiato    | Demolito a Priluki (Ucraina) nel 1999              |
| 28 | 6-05  | Andreij Tupolev     | 18             | Tu-160M1  | Attivo     | Aggiornato nel 2014                                |
| 29 | 7-01  | Mikhail Gromov      | 01             | Tu-160M   | Radiato    | Distrutto in un incidente nel 2003                 |
| 30 | 7-02  | Vasilij Rešetnikov  | 02             | Tu-160M1+ | Attivo     | Riparato ed aggiornato nel 2019                    |
| 31 | 7-03  | Pavel Taran         | 03             | Tu-160M   | Attivo     | Revisionato nel 2011                               |
| 32 | 7-04  | Ivan Jarygin        | 04             | Tu-160M1+ | Attivo     | Riparato ed aggiornato nel 2019                    |
| 33 | 7-05  | Aleksandr Golovanov | 05             | Tu-160M   | Attivo     | Revisionato dalla KAPO nel 2012                    |
| 34 | 8-01  | Il'ja Muromec       | 06             | Tu-160M2  | Attivo     | Riparato dalla KAPO nel 2009, ammodernato nel 2024 |
| 35 | 8-02  | Aleksander Molodčij | 07             | Tu-160M2  | Attivo     | ammodernato nel 2024                               |
| 36 | 8-03  | Vitalij Kopylov     | 08             | Tu-160M   | Attivo     | Riparato dalla KAPO nel 2008                       |
| 37 | 8-04  | Pëtr Deinekin       | -              | Tu-160M1+ | Attivo     | Commissionato nel dicembre 2018                    |
| 38 | -     | Valentina Tereškova | 22             | Tu-160M2  | Attivo     | Primo esemplare di nuova produzione                |
| 39 | -     | Mintimier Shaimijev | 23             | Tu-160M2  | Attivo     | esemplare di nuova produzione                      |

## Versioni
- Tu-160: versione originale entrata in servizio nel 1987
- Tu-160P: versione per missioni di scorta, intercettazione e combattimento aria-aria a lunghissimo raggio, proposta ma mai entrata in servizio
- Tu-160PP: versione per la guerra elettronica, proposta ma mai entrata in servizio
- Tu-160R: versione per la ricognizione strategica, proposta ma mai entrata in servizio
- Tu-160SK: versione civile/commerciale, proposta ma mai entrata in servizio
- Tu-170: versione da bombardamento convenzionale, sviluppata a seguito dei limiti imposti dagli accordi SALT-2
- Tu-160M: versione aggiornata del Tu-160, equipaggiata con missili da crociera Kh-101/102
- Tu-160M1/M1+: versione aggiornata del Tu-160M costituita da esemplari pre-esistenti le cui cellule sono state rigenerate. Utilizzata per collaudare la linea di produzione della versione M2. In servizio dal dicembre 2018.[17]
- Tu-160M2: versione aggiornata del Tu-160M1/M1+ costituita solo da esemplari realizzati ex-novo e dotata di nuovi avionica, propulsori ed armamento. Prevista una produzione di circa 50 esemplari[18][19]

## Utilizzatori

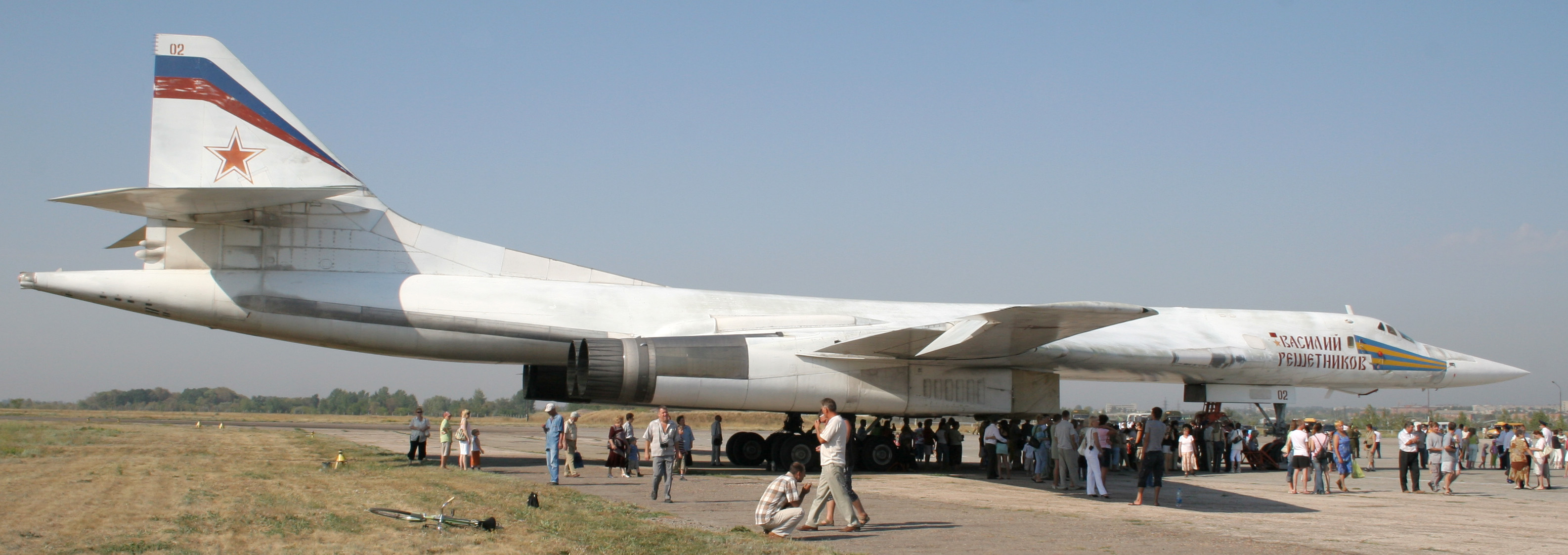
Tupolev Tu-160-02 della VKS della Russia intitolato all'Eroe dell'URSS Vasilij Rescetnikov

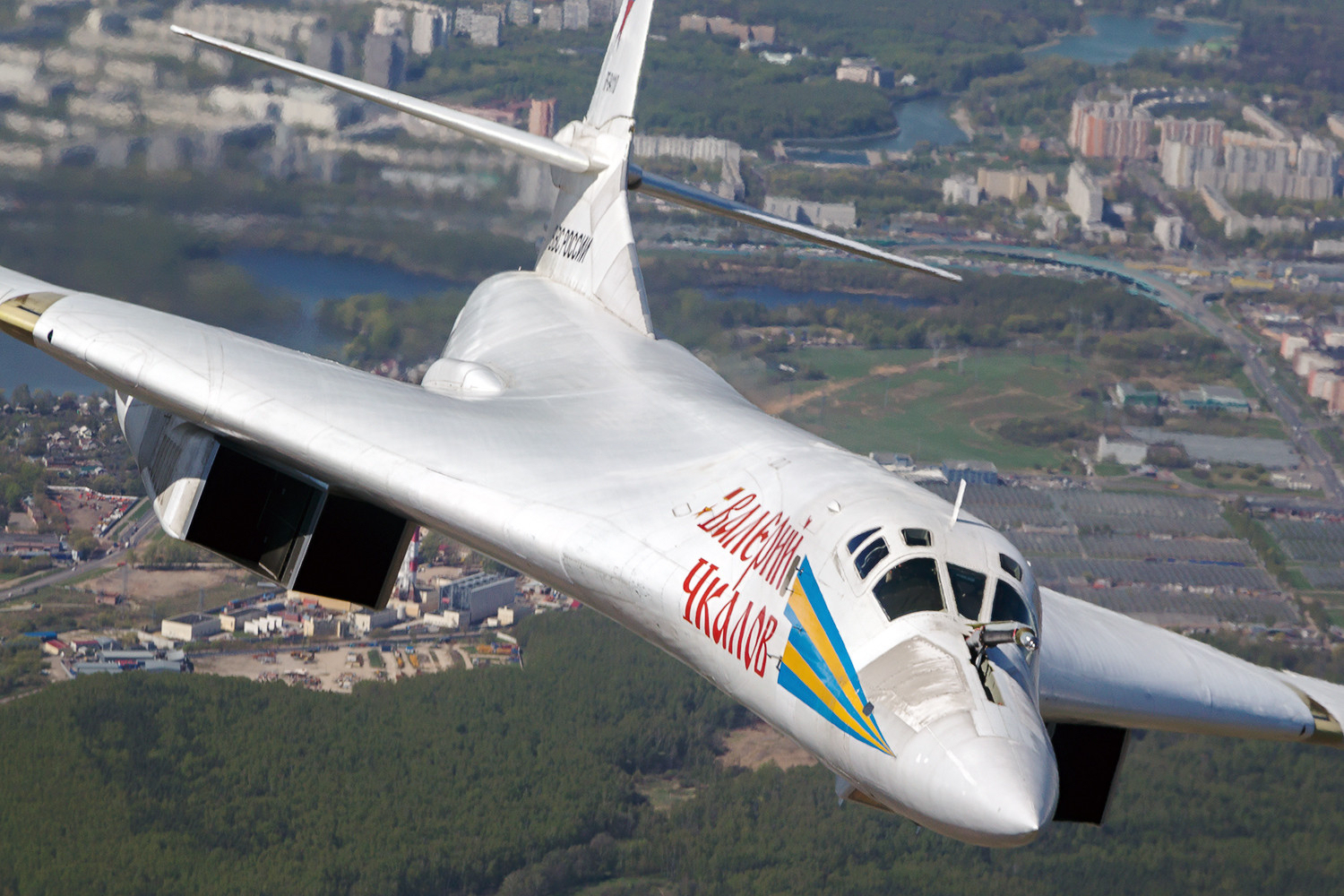
Tupolev Tu-160 della VKS della Russia intitolato al pioniere dell'aviazione sovietica Valerij Pavlovič Čkalov

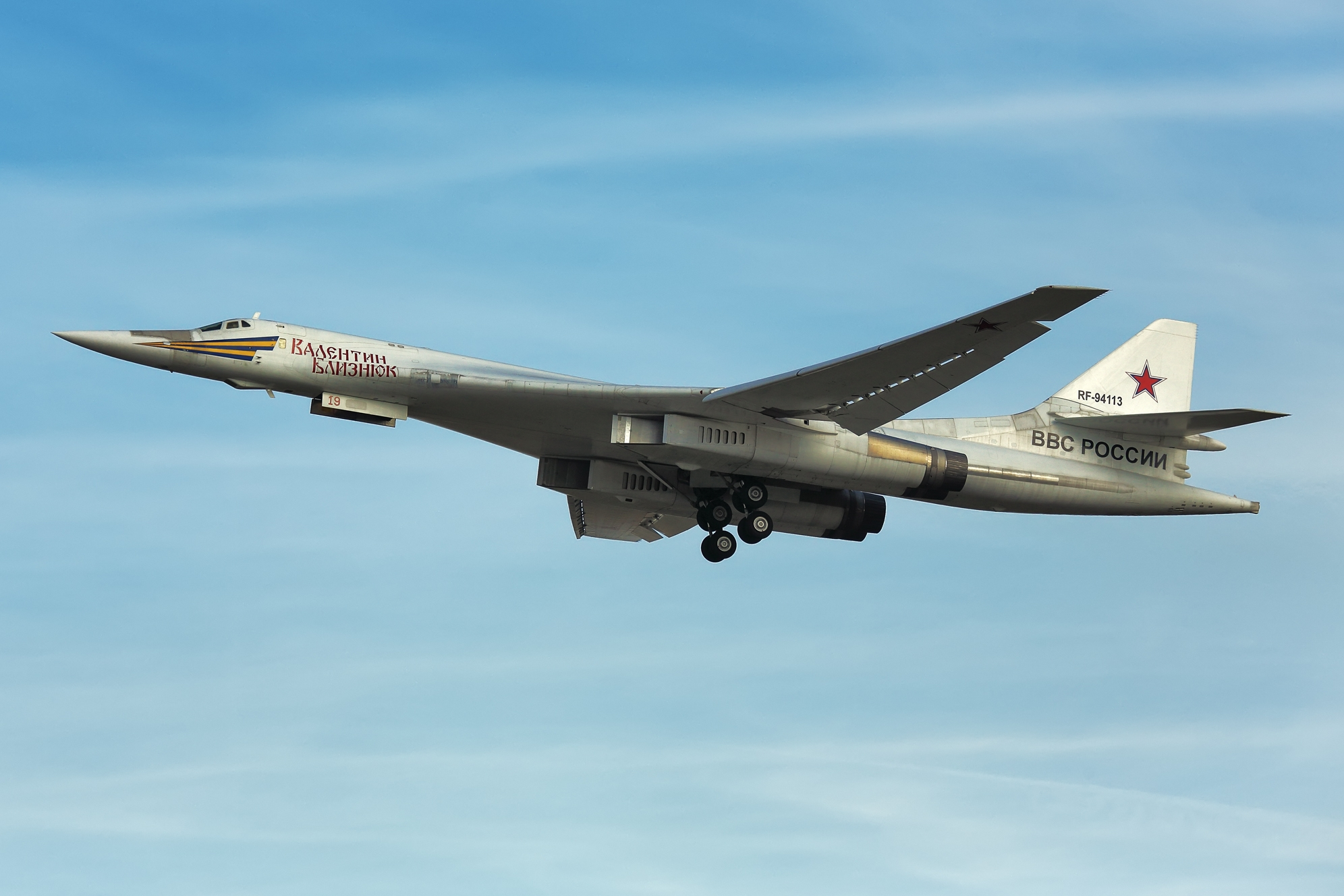
Tupolev Tu-160 della VKS della Russia intitolato al costruttore generale del OKB Tupolev Valentin Bliznjuk.

### Attuali
Russia
- Voenno-Kosmičeskie Sily Rossijskoj Federacii

18 esemplari a febbraio 2023. La flotta è così composta: 10 Tu-160; 7 Tu-160M1/M1+, 1 Tu-160M2. I Tu-160 verranno sottoposti ad upgrade in attesa della ripresa della produzione. A gennaio 2018, in occasione del primo volo del prototipo della nuova versione, è stato annunciato un primo ordine per 10 Tu-160M2. Saranno prodotti almeno 40 Tu-160M2, versione alla quale verranno aggiornati anche i 16 esemplari in servizio all'aprile 2018. Nel dicembre 2018 è stato ammesso in servizio presso le forze aerospaziali russe il diciassettesimo Tu-160, unico Tu-160M1+ della flotta, intitolato a Piotr Deinekin. Il 24 aprile 2020, in una nota diffusa sui canali social del Ministero della Difesa russo, viene notificata la presa in carico da parte del ministero di ulteriori 2 esemplari di Tu-160 rimodernati alla versione M1+ che verranno sottoposti ai test di accettazione. Il 21 febbraio 2024 sono stati consegnati i primi sei dei dieci nuovi Tu-160M2 ordinati (due aerei ricostruiti da versioni precedenti, quattro di nuova produzione) che hanno portato il numero degli esemplari in servizio a diciotto.

### Passati
Ucraina
- Viys'kovo-Povitriani Syly Ukrayiny

ha rinunciato all'impiego del velivolo nel 1999, consegnando alcuni apparecchi alla Russia in cambio di una riduzione dei debiti
 Unione Sovietica
- Sovetskie Voenno-vozdušnye sily

sino alla sua dissoluzione nel 1991